# 다라기정
다라기정(일본어: 多良木町 다라기마치[*])은 일본 구마모토현 남부에 있는 구마군의 정이다.

## 지리
구마모토현 남동단에 있는 정으로 구마모토시에서 남동쪽으로 약 70km(육로로는 약 100km) 떨어져 있다. 남동부·남부는 미야자키현과 접한다. 중앙부(중심부)는 히토요시 분지의 일부이며 비교적 평탄하지만 이외 지역은 규슈 산지의 일부에 포함되어 산림이 많다. 정 중앙부의 약간 북쪽을 구마강이 동서로 흐른다.

### 인접한 자치체
- 구마모토현
  - 구마군 아사기리정·사가라촌·이쓰키촌·미즈카미촌·유노마에정
- 미야자키현
  - 고유군 니시메라촌

## 역사
- 1889년 4월 1일 - 정촌제 시행으로 구마군 다라기촌이 성립하였다.
- 1926년 5월 1일 - 다라기촌이 정으로 승격해 다라기정이 되었다.
- 1955년 4월 1일 - 다라기정을 포함한 1정 2촌이 신설 합병해 새로운 다라기정이 되었다.

## 교통

### 철도
- 구마가와 철도 유노마에선

### 도로
- 국도 219호선